# 浅田美穂
浅田 美穂（あさだ みほ、1989年6月2日 - ）は、日本のファッションモデル、タレント、歌手。東京都出身。タンバリンアーティスツ、エッジモデルエージェンシーに所属していた。

## 経歴
ローティーン向けファッション誌『ピチレモン』を読んでモデルになることを目指し、2002年に初めて応募した読者モデルオーディションで準グランプリを受賞。ピチレモン2002年9月号でモデルデビュー。以来、特徴的な大きい瞳と体型には特に気を遣っているというそのルックスから、ピチレモンの「カリスマモデル」と呼ばれるまでに成長。
2003年、同じピチレモンの専属モデルである右手愛美、原田百合果、壁谷明音とのユニット「ピポ☆エンジェルズ」として歌手デビューし、3枚のCDをリリース。モーニング娘。に憧れて、かねてから抱いていた「歌と踊りをしたい」という夢を叶える。
2006年春に、他のティーンズ雑誌『nicola』の虎南有香、『ラブベリー』の橘美緒、『Hana★chu→』の上原奈美とともに企画ユニット「ソーランはっぴぃず」を結成してシングル「踊れ!ソーランパラパラ」をリリース。4月13日には中居正広と石橋貴明が司会を務める人気歌番組の『うたばん』（TBS）に出演した。
2007年12月、タンバリンアーティスツとの契約を終了。2008年10月に再度タンバリンアーティスツに復帰するが、目立った実績を残せないまま、2009年6月1日、公式サイトリニューアルに伴い、公式プロフィールが削除される。
2009年7月5日に披露宴を挙げ、9月14日に第一子となる男児を出産。
移籍した時期は不明であるが、2010年にエッジモデルエージェンシーのサイトにプロフィールが掲載されているのが確認できた。しかし、2018年10月現在はサイト自体が閉鎖されている。

## 人物
- 3人姉妹の末っ子。名前の「美穂」は、生まれた当時ブレイクした歌手の中山美穂から命名。
- 趣味はスポーツ全般。中でも部活で鍛えたバドミントンが特技。DVDでも披露している。
- 血液型がB型であることから、性格を「自己中心的」や「我が強い」などと悪く見られがちであることにコンプレックスを感じ、一般に「大らか」「優しい」と良いイメージで評されるO型に強い憧れを持っている。
- 歌手ユニット「EARTH」のメンバーだった瀬戸山清香や東郷祐佳、元松竹芸能所属の鈴木涼子と仲が良い[3]。また、お笑いコンビ「マテンロウ」の堀田世紀アントニーは幼少時代からの親友である[4][5]。
- へそピアスを開けており、子供を出産した後も着けているのがInstagramで確認できる。

## ディスコグラフィ

### DVD
- GROWING UP 浅田美穂 （2004年10月）
- GROWING UP OMNIBUS! （2005年11月）

### CD
（各項目を参照）
- ピポ☆エンジェルズ
- ソーランはっぴぃず

### 写真集
- 「スクールガール 小林基行」新風舎刊 （2005年8月）

## 出演

### バラエティ番組
- テレビ東京『Parky Party』 （2003年7月 - 2003年9月）
- 仙台放送『ハロピチ!ピチモ放送局』
- 日本テレビ『しか〜も!!』（2011年5月 - 2012年3月）

### ドラマ
- 東映『ピチモでドラマ－私がモデルになれた理由－』（Webドラマ全4話）（2005年12月 - 2006年2月） - 浅田美穂 役

### CM
- マクドナルド『ハッピーセット』 （2003年） ※ピポ☆エンジェルズとして

### PV
- PENICILLIN『JUMP#1』（avex trax）
- PENICILLIN『ハカナ』（avex trax）

### ラジオ
- FM OSAKA『ピポ☆エンジェルズのハッピーラブ・チャット!!（pop up inc.内）』 （2003年11月 - 2004年8月）
- TBSラジオ『サタピチ』

### 雑誌
- ピチレモン（2002年9月号 - 2007年2月号、学研教育出版） - 専属モデル

### スチル
- ナルミヤ・インターナショナルカタログ・イメージモデル
  - 「エンジェルブルー」（2003年 - 2004年）
  - 「メゾピアノ」（2004年 - 2005年）
  - 「ポンポネット」（2006年 - ）